# ホテル日航ノースランド帯広
ホテル日航ノースランド帯広（ホテルにっこうノースランドおびひろ、英: hotel nikko northland obihiro）は、北海道帯広市にあるホテル。

## 施設
客室
- シングルルーム (18.2 m²)
- スーペリアシングルルーム (18.2 m²)
- セミダブルルーム (18.2 m²)
- スーペリアダブルルーム (22.1 m²)
- ツインAルーム (22.1 m²)
- ツインBルーム (27.2 m²)
- ハリウッドツインルーム (22.1 m²)
- スーペリアツインルーム (27.2 m²)
- ユニバーサルルーム (26.1 m²)
- トリプルルーム (27.2 m²)
- コネクティングルーム (27.2 m²×2部屋)
- ジュニアスイートルーム (54.6 m²)
- スイートルーム (81.6 m²)

レストラン&バー
- レストラン「J」
- ラウンジ「オーロラ」

ウェディング
- チャペル「グローリア」
- 神殿
- 日比谷花壇
- 中島写真館

宴会・会議
- 大宴会場「ノースランドホール」 (974 m²) ※3分割可能
- 中宴会場「フィオーレ」 (260 m²)
- 小宴会場
  - 「しらかば」 (180 m²) ※分割可能
  - 「かしわ」 (60 m²)
  - 「丹頂」 (111 m²)

その他
- 宴会・婚礼受付「ル サロン」

## アクセス
- 北海道旅客鉄道（JR北海道）帯広駅南口隣接
- 道東自動車道音更帯広ICから車で約20分
- 帯広広尾自動車道芽室帯広ICから車で約20分
- 帯広空港（とかち帯広空港）から車で約35分（北海道拓殖バス・十勝バス 道の駅おとふけ・帯広市内ホテル空港線「ホテル日航ノースランド帯広」停留所）